# Sultan poète
 (mai 2025).
Depuis les débuts de la dynastie ottomane, les élites étaient éduquées aux arts et en particulier à la poésie qui était fort estimée. Contrairement aux dirigeants européens, presque tous les sultans ottomans produisirent de la poésie, et dans certains cas produisirent des œuvres importantes recueillies sous la forme de Diwan.
Parmi ces œuvres, les diwans de Soliman le Magnifique et de Mourad III sont considérés comme des contributions majeures de la littérature turque.

## Liste des sultans poètes
La plupart des Sultans prenaient un nom de plume. Les sultans poètes principaux furent :
- Mehmed I
- Mourad II, sous le nom de plume Muradi
- Mehmed II, sous le nom Avni
- Bajazet II, sous le nom Adli
- Sélim Ier, sous le nom Selimi
- Soliman le Magnifique, sous le nom Muhibbi
- Sélim II, sous le nom Selimi
- Mourad III, sous le nom  Muradi
- Mehmed III